# Vnajnarje
Vnajnarje so naselje v Mestni občini Ljubljana.
V bližini Črnivčeve domačije na vzhodnem delu vasi stoji slikovita kapelica iz 19. stoletja. V kapelici je kamnito obeležje v spomin na Črnivčevo mamo, ki je umrla na tem mestu. V kamnito ploščo je vklesan naslednji napis: "V spomin Mice Hvala, katira je 25. aprila 1855 62 let stara, nanaglim na temu mestu umerla."
Mica se je rodila avgusta 1793 kot Mica Jančarca na Jakopičevi domačiji na Vnajnarjah. Februarja 1814 se je primožila na Črnivčevo domačijo. Ko ji je prvi mož Jernej Marolt umrl, se je v drugo poročila z gostačem Francem Hvalo. Hvalatovi so prebivali v Črnivčevi kajži, ki je nekoč stala poleg kapelice. O kajži zdaj ni več sledov.